# 克莉絲汀·查伯克
克莉絲汀·查伯克（英語：Christine Chubbuck，1944年8月24日—1974年7月15日），美國女性新聞工作者、主播，生於美國俄亥俄州哈德遜，生前隸屬於美國WXLT 40頻道 （即現今ABC第7頻道），為史上首個於電視直播中自殺的人而聞名。

## 早年經歷
克里絲汀·查伯克1944年出生於俄亥俄州哈德遜，父母分別為佐治·查伯克(George Fairbanks Chubbuck，已在2015年去世）以及佩格·查伯克(Margaretha D.“Peg”，已在1994年去世)有一個弟弟格雷格(Greg Chubbuck)和一個哥哥蒂姆（Tim Chubbuck），中學就讀於勞雷爾女校，就讀中學期間，她成立了一個名為「無約會驚奇俱樂部」(Dateless Wonders Knitting Club) 的針織小組，顧名思義，就是讓一些跟她一樣沒有約會的女生一起聚會的社團。畢業後曾經在邁阿密大學主修戲劇藝術一年，之後於恩迪考特學院學習，後於1965年在波士頓大學傳播系畢業。

## 生平

### 早年工作
她曾經在克里夫蘭的WVIZ電視台工作一年，1967年參加了紐約大學電台和電視台的夏季研討會，同年開始在坎頓工作，並在匹茲堡的WQED-TV工作過三個月，期間在當地兩個節目中當過助理制片人，1968年曾經在一家當地的醫院擔任了電腦操作員四年，另外也在薩拉索塔有線電視公司擔任電腦操作員兩年，加入WXLT 40頻道之前，在聖彼得堡的WTOG電視台擔任過交通報導員。
在她去世的前幾年，她跟家人搬到佛羅里達州的Siesta Key居住，根據華盛頓郵報報導，她把自己的睡房裝飾得跟少女時期的睡房一模一樣，父母離婚後，母親與哥哥也搬佛羅里達州跟她一起居住，哥哥搬走後，弟弟便搬進了家中與她們一起居住，根據她報導描述，她與母親和弟弟的關係就如自己最親密的朋友一樣。
她也是薩拉索塔紀念醫院的志願者，經常會到該醫院為住院兒童表演玩偶秀，偶爾在她主持的清談節目「陽光海岸新聞提要」(Suncoast Digest)中也會表演玩偶秀。

### WXLT 40頻道時期
WXLT電視台的老闆鮑勃·尼爾森(Bob Nelson)最初聘請克里絲汀·查伯克當記者，但後來把她調到一個於早上九時直播的社區事件討論節目「陽光海岸新聞提要」(Suncoast Digest)當主持。
克里絲汀·查伯克對於此工作非常認真和嚴謹，經常邀請薩拉索塔一些當地的官員去討論一些當地人們關注的議題。

## 死亡

### 受抑鬱症困擾
克里絲汀·查伯克多年來都飽受抑鬱症困擾，經常跟家人提及有自殺的意向，她曾經在1970年嘗試服食安眠藥自殺，在她自殺前幾星期，她一直都在看精神科醫生，她的母親一直向她任職的電視台隱瞞此事，因為她怕電視台得知克里絲汀·查伯克的精神狀況後會把她解雇。
外界相信她自殺的其中一個原因是因為她長期以來感情生活都一片空白，她的母親後來接受訪問時稱：「她總是覺得自己的個人生活不夠好」。她也曾經向同事訴苦，自己即将踏入三十大關，但仍是一个不管和谁約會，约会次数都没能超过兩次的處女。她的弟弟格雷格後來憶述指，她在搬到薩拉索塔前曾經跟一個男人約會過，但承認姐姐在社交方面遇到困難，他表示克里絲汀·查伯克曾經有過兩段感情，第一段是在她十多歲的時候有一個二十歲的男友，但後來這個男友因車禍身亡，而第二段感情則是在父親的強力反對下而告吹，原因是因為對方是一位猶太人。
她曾經接受過卵巢切除手術，醫生告訴她，如果在兩三年內還沒有懷孕的話，那麼她可能以後也沒有機會懷孕，這對一直以來都想成為母親的克里絲汀·查伯克來說，是一個重大的打擊。
根據1974年，莎莉·奎恩(Sally Quinn)在華盛頓郵報上撰寫的文章指，克里絲汀·查伯克一直暗戀WXLT 40頻道的男主播喬治·彼得·懷恩(Geroge Peter Ryan)，並在男方生日時特意烤了蛋糕送給他，希望向他表明心意，可惜不久後她便發現原來他早已與自己的另外一位同事兼好友安德里亞·柯比(Andrea Kirby)戀上，而安德里亞·柯比之後更獲得到往巴爾的摩當主播的升職機會，令克里絲汀·查伯克進一步受挫。
儘管她認為自己的感情和社交不順，但她的同事們都表示克里絲汀·查伯克並不相信任何人，只要他們一旦嘗試接近她，她都會有所防備，並且拒絕任何人給予她的幫助和讚美，對此，她的兄長格雷格表示，她當時表現出許多躁鬱症的症狀，可是在那個時候，這些精神病在醫學界和社會還沒有被大眾所普遍認知。
在她自殺前的三個星期，她曾經向上司表示想在節目中做一個關於自殺的專題報導，她的上司同意並且接納了這個建議，她更特意到了當地的警局訪問了一位警長，詢問他一些關於自殺的人自殺的方法，那位警長告訴她通常自殺的人都是用槍自殺，而最有效、最直接的方法，就是用裝上切頭彈的.38型號左輪手槍近距離向耳後開槍，因為這個地方掌管著呼吸系統。在她自殺的前一星期，她告訴新聞編輯羅布·史密斯(Rob Smith)，指自己已買了一把手槍，準備在當天的直播向觀眾表演自殺，羅布·史密斯後來接受訪問的時候表示他當時以為克里絲汀·查伯克只是在嘗試跟他開一個變態的玩笑，所以並沒有回應且馬上轉換了話題。

### 自殺身亡
1974年7月15日早上，克里絲汀·查伯克向同事表示想以報導新聞的方式開始節目，這個舉動令她的同事們都感到很奇怪，因為她從來沒有試過以報導新聞的形式來作為「陽光海岸新聞提要」開場。在當日節目開始的八分鐘，她報導了三則新聞，當報導到前一天薩拉索塔一家餐廳的槍擊案，正要播放新聞片段時，影片因為機件故障而無法播放，隨後克里絲汀·查伯克便向著鏡頭說：「現在，為遵守WXLT 40頻道一向即時為各位觀眾提供最快、最完整、以內臟與鮮血為賣點的報導的原則，40頻道將呈現電視史上第一次－嘗試自殺的獨家畫面。」(In keeping with the WXLT practice of presenting the most immediate and complete reports of local blood and guts news, TV 40 presents what is believed to be a television first. In living color, an exclusive coverage of an attempted suicide)，說畢，她的右手便拿出藏在購物袋中的.38左輪手槍，並向自己的右耳後方開槍，開槍後，克里絲汀·查伯克整個人向前倒下，撞到主播台上，導播馬上把直播訊號中斷，畫面瞬間變為黑屏，之後顯示訊號故障的畫面，再轉為播放電影。
當時有幾百名正在收看此節目的觀眾都不約而同地看到克里絲汀·查伯克自殺的一幕，有觀眾馬上打電話報警，亦有觀眾以為這是電視台安排的橋段，打電話到電視台詢問。
訊號中斷後，克里絲汀·查伯克馬上被送到醫院，新聞總監麥克·西蒙斯(Mike Simmons)在主播台上發現幾張稿件，包括克里絲汀·查伯克開槍前的手寫自殺宣言稿件，以及一張由克里絲汀·查伯克以第三人稱角度寫的新聞稿，內容提及了自己自殺的過程以及被送到醫院搶救等細節。
克里絲汀·查伯克隨即被送到薩拉索塔紀念醫院，搶救了十四小時後宣告不治，得年二十九歲。收到消息後，WXLT的工作人員使用她所寫的新聞稿發送消息給各大電視台和電台。

### 自殺錄像
克里絲汀·查伯克的自殺片段，除了當年收看直播的觀眾見過之後就再沒有人見過這片段，其中幾個最主要的原因是因為當年家庭錄影機還沒普及，另外就是克里絲汀·查伯克的家人當年循法律途徑拿到了大部份的自殺片段的錄影帶並銷毀。直到2016年6月，鮑勃·尼爾森的遺孀莫莉·尼爾森(Mollie Nelson)道出她擁有一盒這影片的錄影帶，是當年WXLT 40頻道的內部存檔，但她並沒有打算公開，而該錄影帶已交給了一家大型律師行保管，另外，克里絲汀·查伯克的弟弟格雷格在2007年的一次訪問中提到自己也同樣有一盒自殺錄像錄影帶，但他同樣表示沒有意向公開這片段。亦有部分網民聲稱，在1990年代，克里絲汀·查伯克的自殺片段曾經在網上流傳，但影片在她開槍自殺前便結束，關於片段的下落眾說紛云，因此該影片被譽「世界上最神秘的五大影片」之一。

### 衍生電影
克里絲汀·查伯克在電視直播公開自殺的事蹟，在1976年電影《電視台風雲》中被引用，另外，2016年日舞影展更有兩部關於克里絲汀·查伯克的電影上映，一部是以其生平改編，由英國女演員麗貝卡·豪爾主演的獨立電影《絕望直播》，另一部則是以紀錄片形式拍攝，由美國女演員凱特·林恩·希爾所主演的《凱特扮演的克里絲汀》。